# Flobecq
Flobecq (in olandese Vloesberg, in piccardo Flôbek) è un comune belga di 3 270 abitanti, situato nella provincia vallona dell'Hainaut.
Si tratta di un comune a facilitazione linguistica per la presenza di una minoranza di lingua neerlandese.
Al 1º luglio 2006, la popolazione totale di questo comune era di 3 278 abitanti, di cui 1584 uomini e 1694 donne. La superficie totale è di 23 km².